# Old Yeller
Old Yeller is een Amerikaanse western uit 1957, onder regie van Robert Stevenson met in de hoofdrollen Dorothy McGuire, Tommy Kirk, Kevin Corcoran en Chuck Connors. De film is gebaseerd op de gelijknamige roman van Fred Gipson uit 1956. Destijds werd de film in Nederland uitgebracht onder de titel Trouwe vagebond.

## Verhaal
Eind jaren 1860 verlaat Jim Coates (Fess Parker) zijn gezin - vrouw Katie (Dorothy McGuire), tienerzoon Travis (Tommy Kirk) en de kleine Arliss (Kevin Corcoran) - om vee te verkopen in Kansas. Tijdens zijn afwezigheid komt Travis een zwerfhond tegen die hij "Old Yeller" noemt en tevergeefs probeert weg te jagen. Wanneer Arliss een zwarte berenwelp probeert te vangen valt moeder beer hem aan, maar Old Yeller jaagt haar weg en komt zo in de gratie van het gezin.
Op een dag arriveert de oorspronkelijke baas van Old Yeller, Burn Sanderson (Chuck Connors), die op zoek is naar zijn hond. Hij realiseert zich dat de familie Coates Old Yeller echt nodig heeft en stemt ermee in om hem te ruilen met Arliss voor een padhagedis en een zelfgemaakte maaltijd. Sanderson neemt Travis later apart en waarschuwt hem voor de groeiende plaag van hondsdolheid.
Wanneer Travis op pad gaat om een familie wilde zwijnen te vangen, belandt hij in de groep zwijnen en wordt hij door een van hen aangevallen. Old Yeller verdedigt Travis maar raakt daarbij ernstig gewond. De schrik voor hondsdolheid in het gebied is er nog steeds, maar aangezien zowel Travis als Old Yeller herstellen concluderen ze dat de zwijnen niet besmet waren.
Later ziet het gezin hun koe struikelen en schuimbekken, wat wijst op hondsdolheid. Travis schiet de koe neer, maar wanneer ze die nacht het kadaver verbranden worden ze aangevallen door een wolf. Old Yeller weert de wolf af terwijl Travis een geweer haalt. Hij schiet de wolf neer, maar niet voordat Old Yeller door de wolf gebeten wordt. Omdat geen enkele gezonde wolf zou aanvallen in de buurt van een vuur, vrezen ze dat de wolf hondsdol was en plaatsen ze Old Yeller in quarantaine om te zien of hij symptomen van de ziekte vertoont. Op een nacht merkt Travis dat Old Yeller besmet is. Hij zegt eerst niets, maar zijn moeder overtuigt hem dat Old Yeller lijdt. Daarop schiet Travis met tegenzin Old Yeller dood.
Overmand door verdriet wijst Travis een nieuwe puppy af die door Old Yeller verwekt is. Maar wanneer hij op een gegeven moment de puppy een stuk vlees ziet stelen, een gewoonte die het beestje van Old Yeller heeft geërfd, accepteert hij de puppy toch als zijn nieuwe hond "Young Yeller".

## Rolverdeling

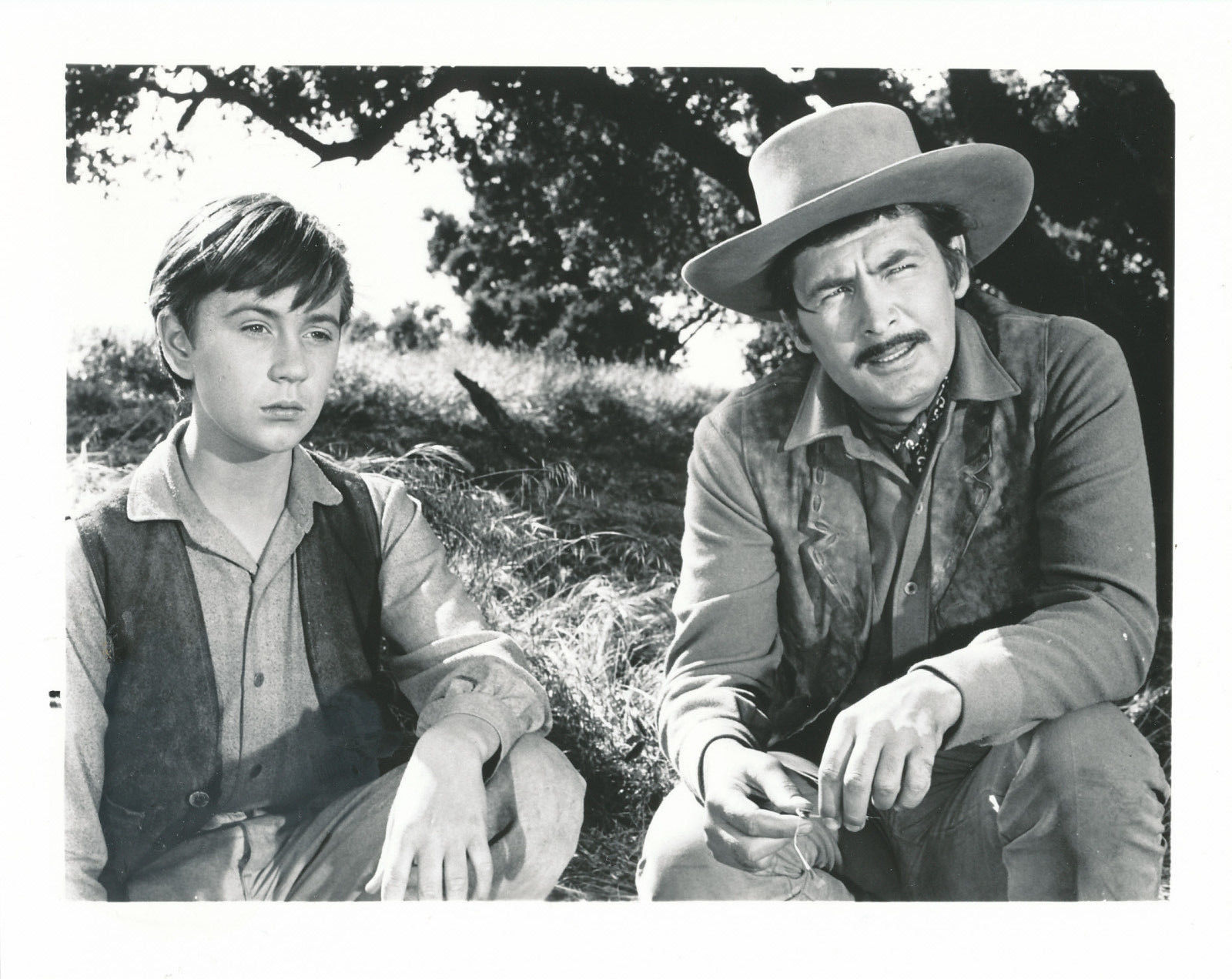
Tommy Kirk en Fess Parker tijdens de opnames van Old Yeller.

| Acteur           | Personage      |
| ---------------- | -------------- |
| Dorothy McGuire  | Katie Coates   |
| Fess Parker      | Jim Coates     |
| Tommy Kirk       | Travis Coates  |
| Kevin Corcoran   | Arliss Coates  |
| Jeff York        | Bud Searcy     |
| Beverly Washburn | Lisbeth Searcy |
| Chuck Connors    | Burn Sanderson |
| Spike            | Old Yeller     |

## Release en ontvangst
Old Yeller werd uitgebracht op 25 december 1957, kreeg lovende kritieken en was een commercieel succes. Het werd de vijfde meest winstgevende film van 1957 met een opbrengst van 5,9 miljoen dollar aan de kassa in de Verenigde Staten en Canada. De film werd opnieuw uitgebracht in 1965 en bracht nog eens twee miljoen dollar op.
Het succes van de film leidde tot een vervolg in 1963, Savage Sam, dat gebaseerd was op de gelijknamige roman van Gipson uit 1962. In 2019 werd de film door de Library of Congress geselecteerd voor bewaring in het National Film Registry van de Verenigde Staten, omdat deze "cultureel, historisch of esthetisch significant" was.